# Poʻipū (Hawaii)
Poʻipū ist ein Census-designated place an der Südküste von Kauai im US-Bundesstaat Hawaii.
Das U.S. Census Bureau hat bei der Volkszählung 2020 eine Einwohnerzahl von 1299 ermittelt.
Es ist einer der Haupttouristenorte der Insel und beherbergt unter anderem das größte Hotel von Kauai mit 602 Zimmern.

## Demographie
Poʻipū zählt 993 Einwohner, die sich zusammensetzen aus: 73,6 % Weiße, 13,5 % Asiaten, 10,0 % gemischtrassig und 2,8 % Hawaiianer und andere Polynesier.

## Attraktionen
Im Ort befinden sich die Ruinen eines 13-Acre großen hawaiischen Dorfes – Kāhua O Kāneiolouma – aus der Mitte des 15. Jahrhunderts, welches seit 2010 aufwendig restauriert wird.
Östlich der Poipu Beach befindet sich der 35-Acre umfassende botanische Garten Moir Gardens, der in den 1930er Jahren entstand und zu den besten Kakteen- und Sukkulentengärten der Welt zählt.
Eine weitere Besonderheit ist das Spouting Horn, ein Blowhole nahe Poipu Beach, aus dem bei Flut ein Wasserstrahl von 15 m in die Höhe spritzt.

## Strände
Der Ort verfügt über mehrere Sandstrände: Poipu Beach – der beliebteste Strand von Kauai, der durch ein Riff geschützte Kiahuna Beach, Shipwreck Beach, der besonders von Surfern und Windsurfern aufgesucht wird, Brennecke's Beach, der Strand zum Bodyboarden, Lawai Beach zum Schnorcheln und der geschützte, flache Baby Beach für Kleinkinder.